# Forbestra jurimaguensis
Forbestra jurimaguensis är en fjärilsart som beskrevs av Otto Staudinger 1885. Forbestra jurimaguensis ingår i släktet Forbestra och familjen praktfjärilar. Inga underarter finns listade i Catalogue of Life.